# 巴科伊河
巴科伊河（法語：Bakoye）是西非的河流，河道全長約400公里，流域面積85,000平方公里，流經畿內亞和馬里，最終在巴富拉貝附近與巴芬河匯流形成塞內加爾河:6。